# Horné Vestenice
Horné Vestenice (in ungherese Felsõvesztény, in tedesco Ober-Westenitz) è un comune della Slovacchia facente parte del distretto di Prievidza, nella regione di Trenčín.
Fu menzionato per la prima volta in un documento storico nel 1332.